# Atletica leggera agli XI Giochi panafricani - Salto con l'asta maschile
Il concorso del salto con l'asta maschile agli XI Giochi panafricani si è svolto il 16 settembre 2015 allo Stade Municipal de Kintélé di Brazzaville, nella Repubblica del Congo.
La gara è stata vinta dall'algerino Hichem Khalil Cherabi.

## Podio
| Oro     | Hichem Khalil Cherabi Algeria |
| Argento | Jordan Yamoah Ghana           |
| Bronzo  | Mohamed Romdhana Tunisia      |

## Programma
| Data              | Ora | Evento |
| ----------------- | --- | ------ |
| 15 settembre 2015 |     | Finale |

## Risultati

### Finale
| Class   | Atleta                | Nazione  | 4.70 | 4.80 | 4.90 | 5.00 | 5.10 | 5.20 | 5.25 | 5.30 | Risultati | Note |
| ------- | --------------------- | -------- | ---- | ---- | ---- | ---- | ---- | ---- | ---- | ---- | --------- | ---- |
| Oro     | Hichem Khalil Cherabi | Algeria  | –    | –    | –    | o    | x–   | o    | xo   | xxx  | 5.25      |      |
| Argento | Jordan Yamoah         | Ghana    | xxo  | o    | –    | o    | o    | o    | xxx  |      | 5.20      |      |
| Bronzo  | Mohamed Romdhana      | Tunisia  | o    | –    | x–   | o    | xxo  | xxx  |      |      | 5.10      |      |
| 4       | Sami Berhayem         | Tunisia  | o    | –    | o    | xxo  | –    | xxx  |      |      | 5.00      |      |
| N.D.    | Calvin Dikomane       | Botswana | xxx  |      |      |      |      |      |      |      | nm        |      |
| N.D.    | Peter Moreno          | Nigeria  |      |      |      |      |      |      |      |      | dns       |      |